# Buckfast méh
A buckfast méh a házi méh egy fajtahibridje. A hibrid megalkotója a Benedek rendi Adam testvér, születési nevén Karl Kehrle, a Buckfast apátság méhésze. Itt a mai napig újra és újra előállítják a hibridet. Európában főként a Gemeinschaft der Europäischen Buckfastimker tagjai végzik el a keresztezéseket. Ez a szervezet ügyel a minőségre is.
A német nyelvű országokban és Nagy-Britanniában többnyire új fajtának tekintik, azonban tulajdonságai nem állandósultak. Az első nemzedékből származó anyák utódai szelídebbek a fajtaméheknél, de a későbbi nemzedékek egy idő után vadságukban visszaütnek egyik ősükre, az északi méhre.
Magyarországon megosztja a méhészeket. Az egyik párt kedveli előnyös tulajdonságai miatt, a másik párt félti tőle az őshonos krajnai méhet, hogy vele elkeveredve elveszíti szelídségét. Ez akár az afrikanizált méhhez hasonló problémát is okozhat.

## Eredete
A 20. század elején Európa méheit megtizedelte a légcsőatkakór. A betegséget apró atkák okozzák, amelyek a méhek légcsöveibe hatolva a méhek testfolyadékát szívják, és ezzel tönkreteszik a légcsöveket, ami a méh elégtelen lélegzését, röpképtelenségét majd fulladását okozza.
1916-ra mindössze 16 család maradt az apátság területén. Ezek vagy tiszta olasz méhek voltak, vagy az északi méh és az olasz méh keverékei. Adam testvér további olasz méheket hozatott be. Innen indult a tenyésztés.

## Származása
Adam testvér a betegségeknek ellenálló, szelíd, jól termelő méhfajtát akart létrehozni. Az ehhez felhasznált fajták: A. m. ligustica (olasz), A. m. mellifera (angol), A. m. mellifera (francia), A. m. anatolica (török) és A. m. cecropia (görög). A mai buckfastok előállításához használják a szelídebb afrikai A. m. sahariensis és A. m. monticola fajtákat, de a vadságáról elhíresült A. m. scutellatát és az afrikanizált méhet kizárták a tenyésztésből.

## Története

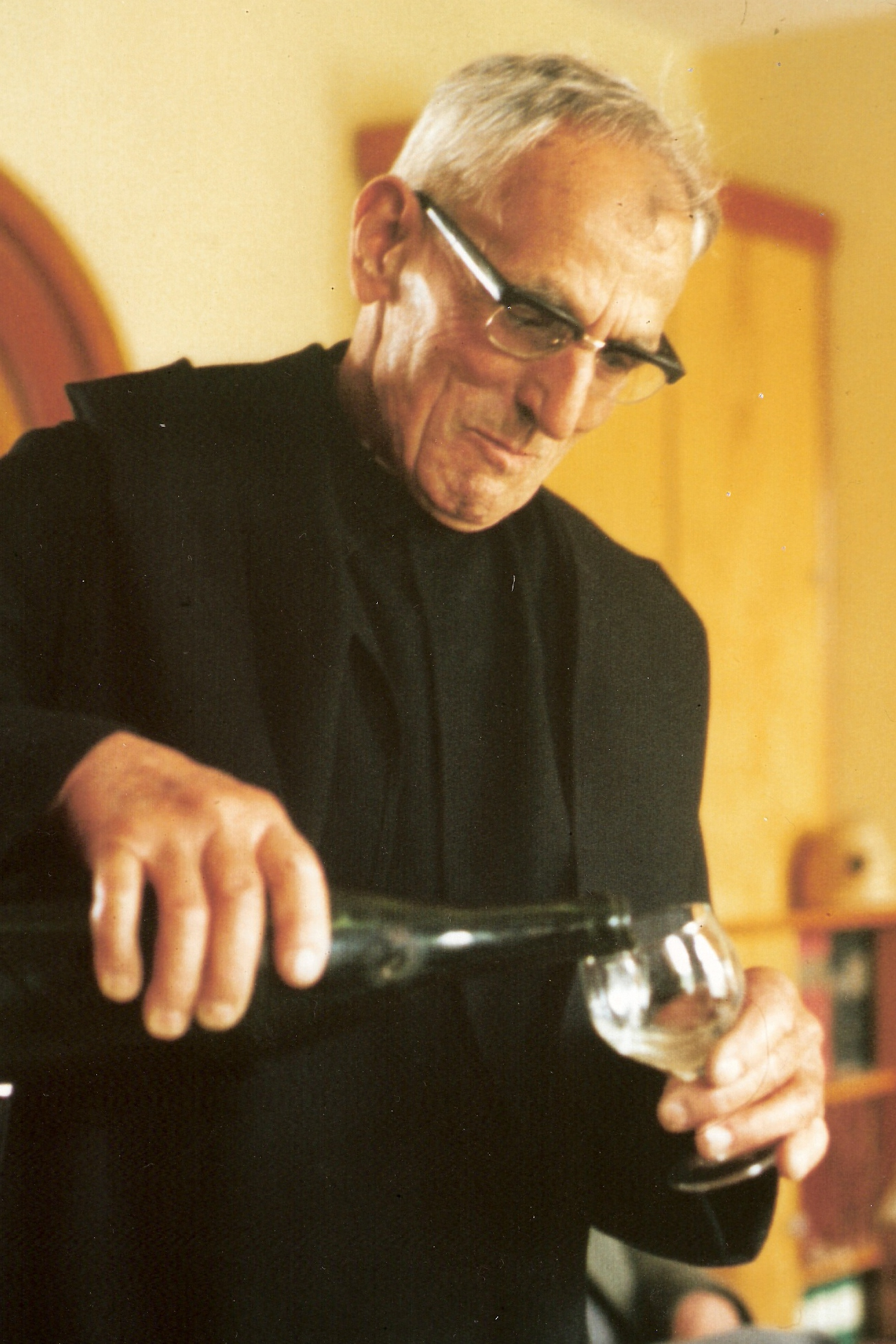
Az idős Adam testvér

Adam testvér fellelkesült a hibrid méhek ellenállóképességén, és hogy ellenőrzése alatt tartsa a párzásokat, Dartmoor völgyébe költöztette a családokat. A különböző méhfajták megismerése érdekében beutazta Európát, Afrikát és a Közel-Keletet. Utazásairól írt könyve az In Search of the Best Strains of Bee. Kísérleteihez különböző fajta méheket vitt haza.
Minden új fajtát keresztezett a saját állományával. Többnyire sikerült bevinni az új fajta előnyös tulajdonságait, és stabilizálni őket; erre minden fajtánál 10 évet szánt. 70 év alatt elérte, amire számított, és az új fajtát elnevezte Buckfast méhnek.
A buckfast méh népszerű és elterjedt Nyugat-Európa és a német nyelvterület nagy részén, és az Amerikai Egyesült Államokban is elérhető. Adam testvér a tenyésztés tapasztalatairól Beekeeping at Buckfast Abbey címmel számolt be. 1920-ban az átlagos elvehető fölösleg 192 lb, a maximum meghaladta a 3 cwt-t (körülbelül 336 lb). Az 1986-os The Monk and the Honey Bee dokumentumfilm szerint egy buckfast család több, mint 400 font elvehető fölösleget termelt. Adam testvér eredményei szerint az első 30 év átlagos adatai szerint egy család évi átlagos termése 30 kg (66 lb) volt.

## Tenyészcélok

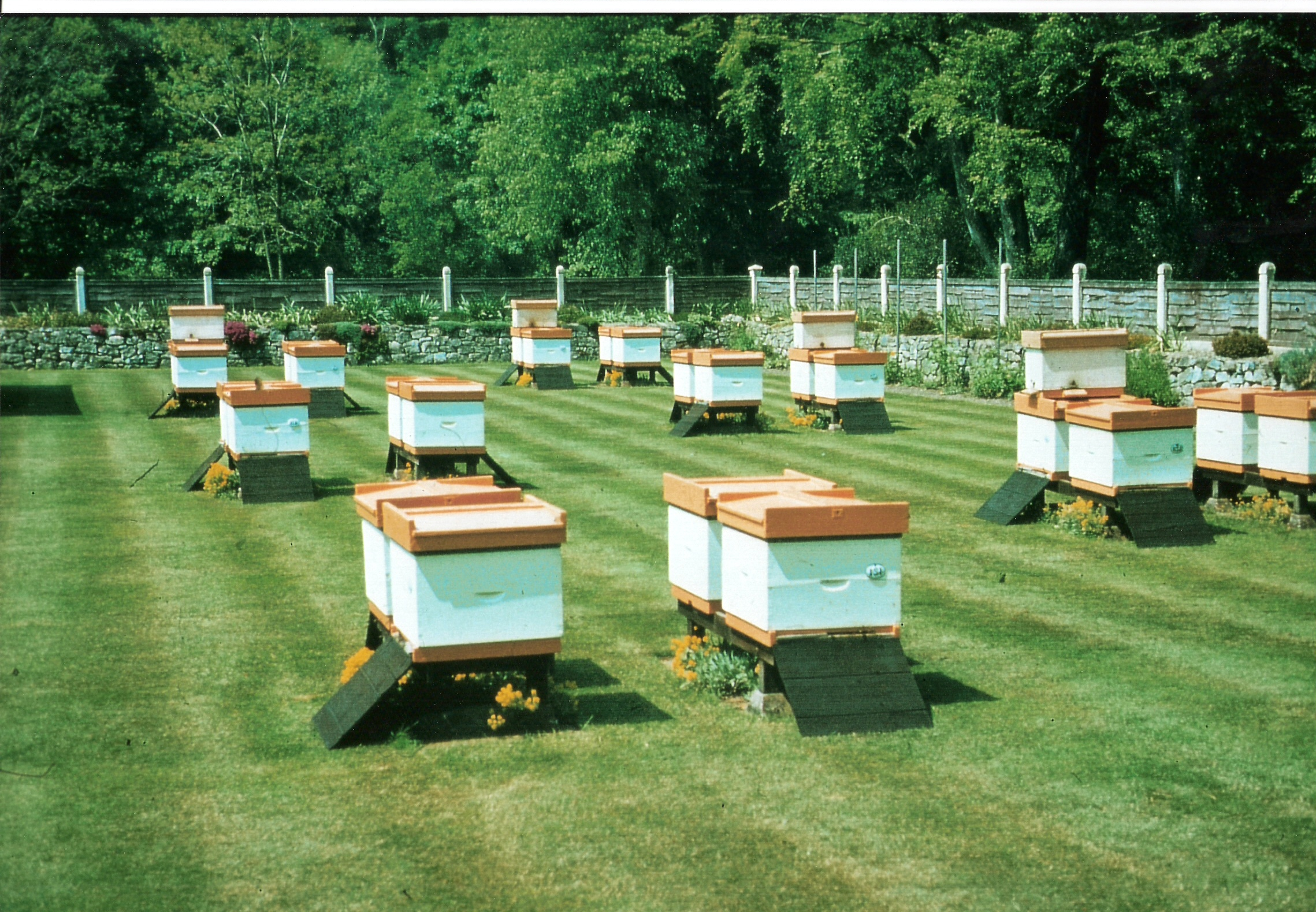
Tenyészállomás a Buckfast apátságban

Adam testvér a kívánatos tulajdonságokat három csoportba osztotta: elsődleges, másodlagos és harmadlagos tulajdonságok.

### Elsődleges célok
- Termékenység: május-júliusban a család 9 keretet fedjen
- Szorgalom a táplálékgyűjtésben
- Betegségeknek ellenálló
- Gyenge rajzóhajlam

### Másodlagos célok
- Hosszú élet
- Messzire repül
- Jó szaglás
- Képesség a kemény tél elviselésére
- Tavaszi fejlődés
- Védekező jellemzők
- Gazdaságos
- Saját céltartalék képzése
- A méz elrendezése
- Bő viasztermelés, erős építés
- Virágporgyűjtés
- Hosszan kiölthető nyelv

### Harmadlagos célok
- Jó tájékozódás
- Szelídség
- Kevés zugépítmény
- Jó takarítóhajlam
- Szép fedés[3][9]

## Tulajdonságai
- Jó méztermelés
- Termékeny anyák
- Jól telel
- Kevés fiasítás ősszel: kevesebb méz is elég az átteleléshez
- Kevés élelem esetén nincs fiasítás
- Nagyon szelíd
- Nagy ellenállóképesség a légcsőatka és a költésmeszesedés ellen
- Gyenge rajzóösztön
- Erős tisztítóhajlam
- Gyorsan szaporodik
- Gyengén ragasztóhajlam
- Bírja a hűvös és nedves tavaszt
- Kevés fiasítás télen
- Ha rossz a tavaszi időjárás, akkor a virágpor- és a méztermés gyenge[10]
- A későbbi nemzedékekben növekvő védőösztön és támadóhajlam

## Fordítás
Ez a szócikk részben vagy egészben  a   Buckfast bee című angol Wikipédia-szócikk fordításán alapul.  Az eredeti cikk szerkesztőit annak laptörténete sorolja fel. Ez a jelzés csupán a megfogalmazás eredetét és a szerzői jogokat jelzi, nem szolgál a cikkben szereplő információk forrásmegjelöléseként.